# هالاكويشتي
هالاكويشتي هي قرية تقع في إقليم ياش في رومانيا وبلغ عدد سكانها 5,790 نسمة في عام 2002م.